# Apiomorpha ovicoloides
Apiomorpha ovicoloides är en insektsart som först beskrevs av Johann Gottlieb Otto Tepper 1893.  Apiomorpha ovicoloides ingår i släktet Apiomorpha och familjen filtsköldlöss. Inga underarter finns listade i Catalogue of Life.